# Hayley Arceneaux

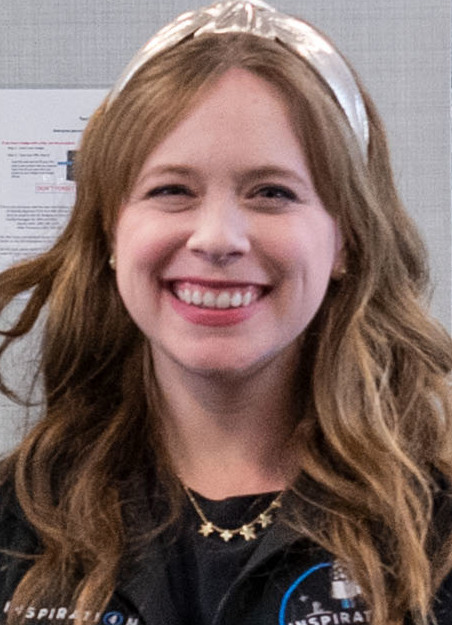
Hayley Arceneaux

Hayley Arceneaux (ur. 4 grudnia 1991 w Baton Rouge) – amerykańska komercyjna astronautka. Dołączyła do miliardera Jareda Isaacmana podczas misji Inspiration4. Jest pierwszym astronautą z protezą oraz najmłodszym Amerykaninem na orbicie okołoziemskiej. 

## Życiorys
U Hayley Arceneaux w wieku 10 lat zdiagnozowano kostniakomięsak w kolanie. Jej lekarz z początku myślał, że jest to skręcenie. Została wyleczona w dziecięcym szpitalu Saint Jude. Obecnie pracuje jako physician associate w tym samym ośrodku.

## Odznaczenia
- FAA Commercial Space Astronaut Wings – 2021[4]
- Universal Astronaut Insignia za lot orbitalny (nr 570) – Stowarzyszenie Uczestników Lotów Kosmicznych (Association of Space Explorers(inne języki))[5]